# Barbus turkanae
Barbus turkanae är en fiskart som beskrevs av Hopson 1982. Barbus turkanae ingår i släktet Barbus och familjen karpfiskar. IUCN kategoriserar arten globalt som livskraftig. Inga underarter finns listade.